# Harcourt J. Pratt
Harcourt Joseph Pratt (* 23. Oktober 1866 in Highland, New York; † 21. Mai 1934 bei Highland, New York) war ein US-amerikanischer Politiker. Zwischen 1925 und 1933 vertrat er den Bundesstaat New York im US-Repräsentantenhaus.

## Werdegang
Harcourt Joseph Pratt wurde ein Jahr nach dem Ende des Bürgerkrieges im Ulster County geboren. Er besuchte öffentliche Schulen und die Claverack Academy in Claverack. Danach war er im Bauholz- und Kohlegeschäft tätig. Ferner ging er Bankgeschäften nach. Zwischen 1895 und 1897 saß er im Bezirksrat vom Ulster County und 1897 in der New York State Assembly. Er war ab 1900 Direktor der First National Bank of Highland und ab 1921 der Kingston Trust Company. Zwischen 1908 und 1926 saß er im Bildungsausschuss von Highland. Politisch gehörte er der Republikanischen Partei an.
Bei den Kongresswahlen des Jahres 1924 für den 69. Kongress wurde Pratt im 27. Wahlbezirk von New York in das US-Repräsentantenhaus in Washington, D.C. gewählt, wo er am 4. März 1925 die Nachfolge von Charles B. Ward antrat. Er wurde drei Mal in Folge wiedergewählt. Da er auf eine erneute Kandidatur 1932 verzichtete, schied er nach dem 3. März 1933 aus dem Kongress aus.
Nach seiner Kongresszeit nahm er wieder seine früheren Geschäftstätigkeiten auf. Er verstarb am 21. Mai 1934 an den Folgen eines Autounfalls bei Highland. Sein Leichnam wurde dann auf dem Highland Cemetery beigesetzt.